# The Bed Is in the Ocean
The Bed Is in the Ocean è il terzo album del gruppo musicale statunitense indie rock Karate, pubblicato nel 1998.
Il titolo dell'album è un verso del testo della quarta traccia The Last Wars.

## Tracce
1. There Are Ghosts – 3:39
2. The Same Stars – 6:20
3. Diazapam – 3:23
4. The Last Wars – 3:37
5. Bass Sounds – 2:14
6. Up Nights – 6:21
7. Fatal Strategies – 3:25
8. Outside is the Drama – 4:23
9. Not to Call the Police – 5:00

Durata totale: 38:22